# 讷伊拉福雷
讷伊拉福雷（法語：Neuilly-la-Forêt，法語發音：[nøji la fɔʁɛ] ⓘ）是法国卡尔瓦多斯省的一个旧市镇，属于巴约区。2017年，讷伊拉福雷与市镇滨海伊西尼、卡斯蒂伊、武伊和莱苏博合并为新的滨海伊西尼。

## 地理
讷伊拉福雷（49°16'15"N, 1°5'56"W）面积21.2 平方千米，位于法国诺曼底大区卡爾瓦多斯省，该省份为法国西北部沿海省份，北濒大西洋英吉利海峡，东北与滨海塞纳省以海上边界相接，东临厄尔省，南至奧恩省，西与芒什省接壤。
与讷伊拉福雷接壤的市镇（或旧市镇、城区）包括：卡斯蒂伊、滨海伊西尼、利松、莱苏博、武伊、艾雷勒、格赖涅地区蒙马丹、圣弗罗蒙。

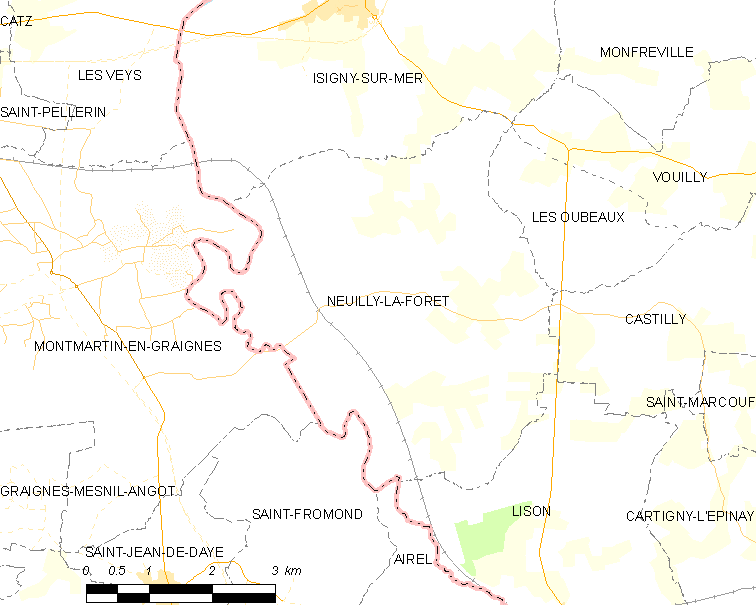
讷伊拉福雷的OSM定位图

讷伊拉福雷的时区为UTC+01:00、UTC+02:00（夏令时）。

## 行政
讷伊拉福雷的邮政编码为14230，INSEE市镇编码为14462。

## 政治
讷伊拉福雷所属的省级选区为特雷维耶尔县。

## 人口

1962-2008年间讷伊拉福雷人口变化图示

讷伊拉福雷于2018年1月1日时的人口数量为444人。